# Clathria horrida
Clathria horrida är en svampdjursart som först beskrevs av R.W. Harold Row 1911.  Clathria horrida ingår i släktet Clathria och familjen Microcionidae. Inga underarter finns listade i Catalogue of Life.